# Toumeyella lomagundiae
Toumeyella lomagundiae är en insektsart som beskrevs av Hall 1935. Toumeyella lomagundiae ingår i släktet Toumeyella och familjen skålsköldlöss. Inga underarter finns listade i Catalogue of Life.